# Station Parla
Parla is een station van de Cercanías Madrid dat op 28 september 1995 werd geopend.